# Bulna
Bulna là một chi bướm đêm thuộc họ Erebidae.